# Liste des villes jumelées de Belgique

## Région wallonne

### Province de Hainaut

#### Arrondissement de Tournai
Tournai est jumelée avec :

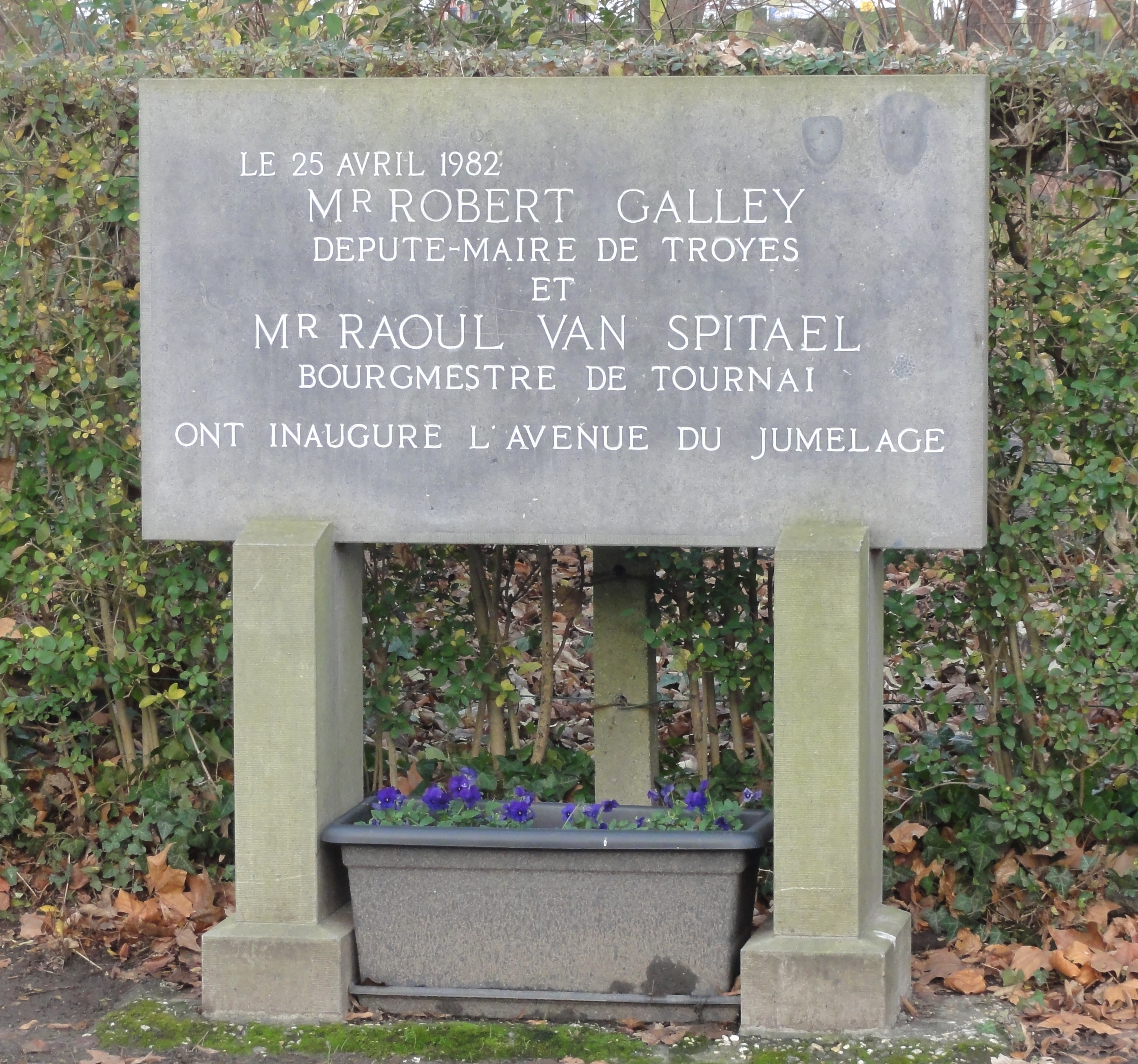
Stèle commémorant l'inauguration de l'avenue du Jumelage le 25 avril 1982, évoquant celui avec Troyes.

- Troyes (France) 4 novembre 1951[1], premier jumelage entre deux villes européennes[2],[3]
- Cantorbéry (Royaume-Uni) depuis 1998[4]
- Bethléem (Palestine) depuis 2012[5]
- Mogi Das Cruzes (Brésil) depuis 2016[6]

#### Arrondissement de Charleroi
Charleroi est jumelée avec : 
| Ville | Ville        | Pays | Pays       | Période     |
| ----- | ------------ | ---- | ---------- | ----------- |
|       | Casarano     |      | Italie     | depuis 2001 |
|       | Donetsk,     |      | Ukraine    | depuis 1983 |
|       | Follonica    |      | Italie     | depuis 1964 |
|       | Himeji       |      | Japon      | depuis 1965 |
|       | Hirson       |      | France     | depuis 1958 |
|       | Manoppello   |      | Italie     | depuis 2001 |
|       | Pittsburgh   |      | États-Unis | depuis 1976 |
|       | Saint-Junien |      | France     | depuis 1970 |
|       | Schramberg   |      | Allemagne  | depuis 1964 |
|       | Sélestat     |      | France     | depuis 1959 |
|       | Waldkirch    |      | Allemagne  | depuis 1974 |

#### Arrondissement de Thuin
Thuin est jumelée avec :
- Torgnon (Italie) depuis 1980[10]

### Province de Liège

#### Arrondissement de Liège
Ans est jumelée avec :
- Badefols-d'Ans (France)
- La Boissière-d'Ans (France)
- Chourgnac (France)
- Granges-d'Ans (France)
- Sainte-Eulalie-d'Ans (France)
- Saint-Pantaly-d'Ans (France)
- Himamaylan (Philippines)

Aywaille est jumelée avec :
- Fontoy (France)
- Châtillon (Hauts-de-Seine) (France) depuis 1963
- Floing (France) depuis 1976
- Grodzisk Mazowiecki (Pologne) depuis 1990
- Mangalia (Roumanie) depuis 1989
- Autretot (France) depuis 2002 (village de Deigné dans la commune d'Aywaille)
- Chézy-sur-Marne (France) depuis 1974-75 (village d'Harzé dans la comunne d'Aywaille)
- Ulsenheim (Allemagne) depuis 1972 (village d'Harzé dans la commune d'Aywaille)

Blegny est jumelée avec :
- Fontaine-au-Bois (France)
- Bourrouillan (France)

Herstal est jumelée avec :
- Fécamp (France)
- Kilmarnock (Écosse)
- Castelmauro (Italie)
- Mieres (Espagne)

Juprelle (section Lantin) est jumelée avec :
- Triac-Lautrait (France) (hameau de Lantin)

Liège est jumelée avec :
- Nancy (France) depuis 1954
- Rotterdam (Pays-Bas) depuis le 3 juillet 1958
- Turin (Italie) depuis 1958
- Cologne (Allemagne) depuis le 3 juillet 1958
- Esch-sur-Alzette (Luxembourg) depuis le 3 juillet 1958
- Lille (France) depuis 1958
- Volgograd (Russie) depuis 1959
- Lubumbashi (République démocratique du Congo) depuis 1961
- Plzeň (Tchéquie) depuis 1965
- Porto (Portugal) depuis 1977
- Cracovie (Pologne) depuis 1978
- Saint-Louis (Sénégal) depuis 1980
- Szeged (Hongrie) depuis 2001
- Gand (Belgique)
- Port-Vila (Vanuatu)

Seraing est jumelée avec :
- Châtel (France)
- Douai (France)
- Rimini (Italie)

### Province de Luxembourg

#### Arrondissement de Neufchâteau
La Commune de Wellin est jumelée avec :
- Fort-Mahon

#### Arrondissement d'Arlon
La ville d'Arlon est jumelée avec :
- Saint-Dié-des-Vosges (France) depuis 1962, commune des Vosges (Lorraine) ;
- Bitburg (Allemagne) depuis 1965, ville de Rhénanie-Palatinat ;
- Market Drayton (Royaume-Uni) depuis 2002, petite ville des Midlands de l'Ouest (Angleterre) ;
- Alba (Italie) depuis le 1er mars 2004, ville du Piémont ;
- Diekirch (Luxembourg) ;

## Région de Bruxelles-Capitale
Actuellement, Berchem-Sainte-Agathe n'est jumelée avec aucune ville.
Etterbeek est actuellement jumelée avec :
- Fontenay-sous-Bois (France) depuis 1972
- Forte dei Marmi (Italie) depuis 1977
- Beauport (Canada) depuis 1985
- Essaouira (Maroc) depuis 2003

Evere est actuellement jumelée avec :
- Lokossa (Bénin) depuis 2002

Ixelles est actuellement jumelée avec :
- Biarritz (France) depuis le 28 janvier 1958
- Kalamu (République démocratique du Congo) depuis le 30 juin 2003
- Zababdeh (Palestine) depuis le 27 novembre 2003, ville natale de Naïm Khader
- Megiddo (Israël) depuis le 16 février 2012

Molenbeek-Saint-Jean est actuellement jumelée avec :
- Levallois-Perret (France) depuis 1981
- Oujda (Maroc) depuis 2001

Saint-Josse est actuellement jumelée avec :
- Vérone (Italie)
- Tanger (Maroc)
- Eskişehir (Turquie)
- Secteur 5 de Bucarest (Roumanie)

Schaerbeek est actuellement jumelée avec :
- Houffalize (Belgique) depuis le 19 aout 1952
- Québec (ville) (Canada) depuis 1976
- Anyang (Chine) depuis 1985
- Vicovu de Sus (Roumanie) depuis février 1989
- Pristina (Kosovo) depuis le 26 mai 1999
- Prairie Village (États-Unis) depuis le 26 juin 2000
- Al Hoceïma (Maroc) depuis 2003
- Beyoğlu (Turquie) depuis janvier 2004

## Région flamande

### Limbourg
Saint-Trond est jumelée avec :
- Weert (Pays-Bas) depuis 1981[27]
- Duras (France) depuis 1998[28]
- Nueva Guinea (Nicaragua) depuis 2002[29]